# 弗洛里达德列瓦纳
弗洛里达德列瓦纳，是西班牙卡斯蒂利亚-莱昂萨拉曼卡省的一个市镇。 总面积21平方公里，总人口245人（2001年），人口密度12人/平方公里。